# Kobiljak
Kobiljak is een plaats in de gemeente Dvor in de Kroatische provincie Sisak-Moslavina. De plaats telt 6 inwoners (2001).